# Andreas Wazeos
Andreas Wazeos (gr. Ανδρέας Βαζαίος; ur. 9 maja 1994 w Atenach) – grecki pływak specjalizujący się w stylu zmiennym i motylkowym, mistrz Europy.

## Kariera
W 2012 roku na igrzyskach olimpijskich w Londynie na dystansie 200 m stylem zmiennym uzyskał czas 2:01,23 i zajął 26. miejsce.
Trzy lata później, podczas mistrzostw świata w Kazaniu w tej samej konkurencji uplasował się na 13. pozycji z wynikiem 1:59,53.
Na mistrzostwach Europy na krótkim basenie w Netanji na 100 m stylem zmiennym zdobył brązowy medal, ustanawiając nowy rekord Grecji (52,67).
W maju 2016 roku podczas mistrzostw Europy w Londynie wywalczył złoty medal w konkurencji 200 m stylem zmiennym i czasem 1:58,18 poprawił rekord swojego kraju. Trzy miesiące później, na igrzyskach olimpijskich w Rio de Janeiro na tym dystansie zajął 11. miejsce (1:59,54).
Podczas mistrzostw świata w Budapeszcie w półfinale 200 m stylem zmiennym pobił rekord Grecji, uzyskawszy czas 1:57,98. Nie zakwalifikował się jednak do finału i ostatecznie uplasował się na dziewiątej pozycji. Wazeos wynikiem 1:47,48 ustanowił także nowy rekord swojego kraju na pierwszej zmianie sztafety 4 × 200 m stylem dowolnym.